# Seebach (Unrechttraisen, bei Hofamt)
Der Seebach ist ein rechter Zufluss zur Unrechttraisen bei Hohenberg in Niederösterreich.
Der Seebach entspringt westlich unterhalb des Ochsattels (820 m ü. A.) und fließt in Richtung Seebachtal ab, wo er sich mit den Thoreckgraben vereinigt, einem rechts von der Ortslage Thoreck abfließenden Zubringer. Der Seebach mündet in Hofamt von rechts in die Unrechttraisen.  Sein Einzugsgebiet  umfasst 3,5 km² in weitgehend bewaldeter Landschaft.
Dieser Bach ist nicht zu verwechseln mit dem Seebach in St. Aegyd am Neuwalde, der bei Kroatendorf in die Unrechttraisen fließt.